# Подбережжя (Псковська область)
Подбережжя (рос. Подбережье) — присілок в Псковському районі Псковської області Російської Федерації.
Населення становить 32 особи. Входить до складу муніципального утворення Логозовська волость.

## Історія
Від 2015 року входить до складу муніципального утворення Логозовська волость.

## Населення
| 2001 | 2002 | 2010 | 2012 |
| ---- | ---- | ---- | ---- |
| 33   | ↘26  | ↘25  | ↗32  |